# Consell General del Poder Judicial
El Consell General del Poder Judicial (CGPJ), segons l'article 122 de la Constitució Espanyola, és l'òrgan de govern del Poder Judicial d'Espanya. La seva principal funció és vetllar per la garantia de la independència dels jutges i magistrats enfront dels altres poders de l'Estat.
El novembre de 2018 els partits estatals Partit Popular i PSOE negociaren pactar per col·locar vocals dels partits al CGPJ. L'aleshores portaveu del Senat, Ignacio Cosidó, va escriure per l'aplicació mòbil de missatgeria Whatsapp, que amb aquest pacte podria controlar des de darrere la Sala de lo Penal del Tribunal Suprem i la Sala 61, ambdós sales que jutgen polítics i partits polítics. Ambdós partits proposaren Manuel Marchena per a presidir el CGPJ.

## Naturalesa i posició constitucional
El Consell General del Poder Judicial és l'òrgan de govern autònom del poder judicial. Es crea per a garantir-ne la independència externa, en assegurar que les condicions d'exercici de la funció jurisdiccional no depenguin de l'Executiu. El CGPJ té competència en tot el territori nacional espanyol i és, per tant, òrgan de govern de tots els jutjats i tribunals que integren el Poder Judicial. En aquest sentit, amb subordinació exerceixen les seves funcions les Sales de Govern del Tribunal Suprem, de l'Audiència Nacional i dels tribunals superiors de justícia, així com els altres òrgans jurisdiccionals amb atribucions governatives en els seus respectius àmbits orgànics: presidents dels tribunals i audiències, jutges degans, juntes de jutges i jutges.
El CGPJ se situa en una posició institucional de paritat amb el Govern, Congrés dels Diputats, Senat i Tribunal Constitucional. Està investit de les garanties de superioritat i independència característiques d'aquests òrgans i, per això, està legitimat per a plantejar conflictes d'atribucions davant el Tribunal Constitucional enfront dels altres òrgans constitucionals en defensa de les seves competències.

## Història
La legislació sobre elecció i renovació dels membres va tenir diversos canvis.

### Bloqueig des del any 2018
Des de l'any 2018 fins a l'actualitat (edició Viquipèdia maig 2024) hi ha una situació de Bloqueig del Consell General del Poder Judicial. No s'ha aconseguit renovar els jutges elegides l'any 2013 per un termini de 5 anys.

## Composició

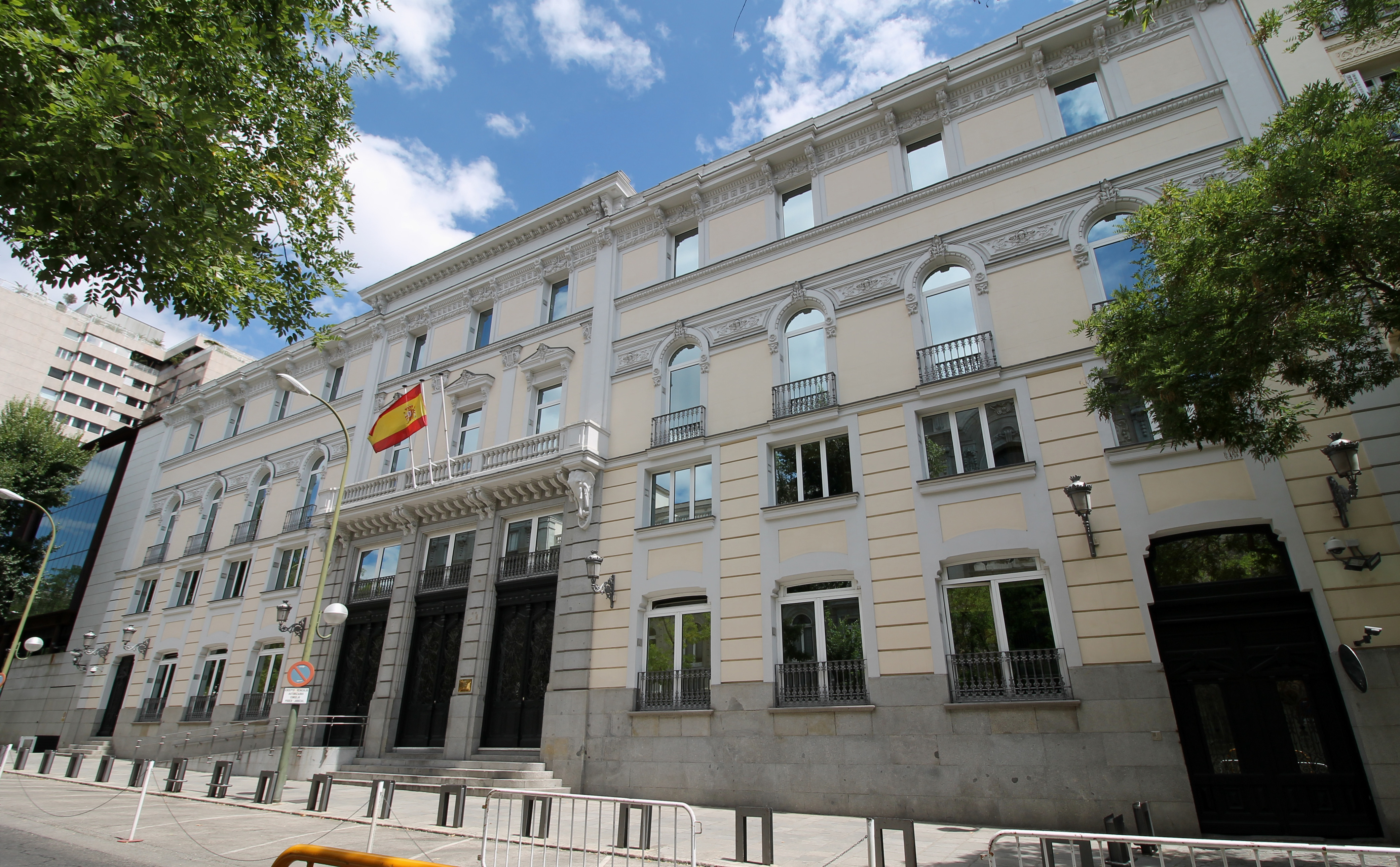
Seu del C.G.P.J., a la vila de Madrid

El Consell General del Poder Judicial està integrat pel president del Tribunal Suprem, que el presideix, i per vint membres nomenats per un període de cinc anys, no renovable, pel Rei, mitjançant reial decret confirmat pel Ministre de Justícia, prèvia proposta formulada pel congrés dels Diputats o el Senat. Aquests vint membres es reparteixen:
- 12 són jutges i magistrats de totes les categories judicials, dels quals el Congrés en proposa sis i el Senat els altres sis, en ambdós casos per majoria de tres cinquens dels seus membres. Al seu torn, les cambres seleccionen aquests membres d'entre els fins a 36 candidats presentats per les associacions professionals de jutges i magistrats o per un grup que representi almenys el dos per cent dels jutges i magistrats en servei actiu.
- 8 són advocats o altres juristes, tots ells de reconeguda competència i amb més de quinze anys d'exercici en la seva professió. 4 d'ells són proposats pel Congrés i 4 pel Senat, per majoria de tres cinquens.

La llei orgànica de 1980 deia que els 12 eren elegits per jutges i magistrats i els 8 restants per les cambres. El mandat establit era de cinc anys sense possibilitat de ser reelegits. Però la llei orgànica del poder judicial de 1985 canvià radicalment aquesta disposició: els 12 vocals eren elegits entre jutges i magistrats pel Congrés i el Senat (sis per cambra) amb majoria de tres cinquenes parts. Aquesta reforma va ser criticada per l'oposició parlamentària i el Tribunal Constitucional va declarar-la constitucional (STC 108/1986). Quan el principal partit de l'oposició arribà al poder no ho canvià. Aquest establiment posa en compromís l'objectiu del propi CGPJ: la independència judicial.

## Competències
És important assenyalar que el Consell General del Poder Judicial no participa de la funció jurisdiccional, constitucionalment reservada als jutjats i tribunals integrants del poder judicial. Això implica que ni el CGPJ ni cap altre òrgan subordinat de govern del poder judicial poden dictar instruccions de caràcter general o particular sobre la interpretació o aplicació de l'ordenament jurídic que els jutges i magistrats portin a terme en l'acompliment de les seves competències judicials. El CGPJ té competències en les següents matèries:
- La proposta de nomenament per majoria de tres cinquens, majoria que es computarà sobre la base de la totalitat dels seus vint-i-un membres, de:

a) El President del Tribunal Suprem i del Consell General del Poder Judicial i el Vicepresident d'aquest últim.
b) Membres del Tribunal Constitucional quan així procedeixi.
c) Els presidents de sala i magistrats del Tribunal Suprem, així com els presidents dels tribunals superiors de justícia de les comunitats autònomes.
d) El Magistrat de la Sala Segona (penal) o Tercera (Contenciós-Administratiu) del Tribunal Suprem, competent per a conèixer amb l'autorització, de les activitats del CNI que afectin als drets fonamentals reconeguts en l'article 18.2 i 3 de la Constitució espanyola, així com la del Magistrat d'aquestes Sales del Tribunal Suprem que el substitueixi en cas de vacant, absència o impossibilitat.
Per a efectuar aquestes propostes de nomenament, el Ple del CGPJ vetllarà, en tot cas, pel compliment dels principis de mèrit i capacitat.
- Inspecció de jutjats i tribunals.
- Selecció, formació i perfeccionament, provisió de destinacions, ascensos, situacions administratives i règim disciplinari de jutges i magistrats
- Nomenament mitjançant ordre dels jutges i presentació a reial decret, confirmat pel Ministre de Justícia, dels nomenaments de magistrats del Tribunal Suprem, presidents i magistrats.
- Nomenament de Secretari General i membres dels gabinets o serveis dependents.
- Exercici de les competències relatives a l'Escola Judicial que la llei li atribueix.
- Elaborar, dirigir l'execució i controlar el compliment del pressupost del Consell.
- Potestat reglamentària quant al seu personal, organització i funcionament i altres aspectes que desenvolupin la Llei Orgànica del Poder Judicial, en els termes previstos en aquesta.
- Publicació oficial de les sentències i altres resolucions que es determinin del Tribunal Suprem i de la resta d'òrgans judicials.
- Elaboració d'informes sobre els avantprojectes de lleis i disposicions generals de l'Estat i de les comunitats autònomes que afectin a determinades matèries, entre altres l'organització, demarcació i planta judicials.
- Aquelles altres que li atribueixin les Lleis: entre elles, l'empara dels jutges o magistrats que es considerin inquietats o pertorbats en la seva independència.

## Membres
| Nom                                      | Càrrec                              | Nomenament         | Nomenament                            | Nomenament                         | Nomenament                         | Nomenament          |
| Nom                                      | Càrrec                              | Data               | Proposat per                          | Proposat per                       | Proposat per                       | Categoria           |
| Nom                                      | Càrrec                              | Data               | Institució                            | Partit                             | Partit                             | Categoria           |
| ---------------------------------------- | ----------------------------------- | ------------------ | ------------------------------------- | ---------------------------------- | ---------------------------------- | ------------------- |
| Rafael Mozo Muelas                       | President interí                    | 13 octubre de 2022 | Consell general del poder judicial    | Consell general del poder judicial | Consell general del poder judicial | Jutges i magistrats |
| Francisco Gerardo Martínez Tristán       | Vocal (en funcions desde des. 2018) | 3 desembre de 2013 | Congrés dels Diputats (x legislatura) |                                    | PP                                 | Jutges i magistrats |
| Juan Martínez Moya                       | Vocal (en funcions desde des. 2018) | 3 desembre de 2013 | Congrés dels Diputats (x legislatura) |                                    | PP                                 | Jutges i magistrats |
| Rafael Fernández Valverde                | Vocal (en funcions desde des. 2018) | 3 desembre de 2013 | Congrés dels Diputats (x legislatura) |                                    | PP                                 | Jutges i magistrats |
| Clara Martínez de Careaga García         | Vocal (en funcions desde des. 2018) | 3 desembre de 2013 | Congrés dels Diputats (x legislatura) |                                    | PSOE                               | Jutges i magistrats |
| Carmen Llombart Pérez                    | Vocal (en funcions desde des. 2018) | 3 desembre de 2013 | Congrés dels Diputats (x legislatura) |                                    | PP                                 | Jutges i magistrats |
| Nuria Díaz Abad                          | Vocal (en funcions desde des. 2018) | 3 desembre de 2013 | Congrés dels Diputats (x legislatura) |                                    | PP                                 | Juristes            |
| María Concepción Sáez Rodríguez          | Vocal (en funcions desde des. 2018) | 3 desembre de 2013 | Congrés dels Diputats (x legislatura) |                                    | IU                                 | Juristes            |
| Álvaro Cuesta Martínez                   | Vocal (en funcions desde des. 2018) | 3 desembre de 2013 | Congrés dels Diputats (x legislatura) |                                    | PSOE                               | Juristes            |
| Enrique Lucas Murillo de la Cueva        | Vocal (en funcions desde des. 2018) | 3 desembre de 2013 | Congrés dels Diputats (x legislatura) |                                    | PNB                                | Juristes            |
| Roser Bach Fabregó                       | Vocal (en funcions desde des. 2018) | 3 desembre de 2013 | Senat (x legislatura)                 |                                    | PSOE                               | Jutges i magistrats |
| María del Mar Cabrejas Guijarro          | Vocal (en funcions desde des. 2018) | 3 desembre de 2013 | Senat (x legislatura)                 |                                    | PSOE                               | Jutges i magistrats |
| Wenceslao Francisco Olea Godoy           | Vocal (en funcions desde des. 2018) | 3 desembre de 2013 | Senat (x legislatura)                 |                                    | PP                                 | Jutges i magistrats |
| Juan Manuel Fernández Martínez           | Vocal (en funcions desde des. 2018) | 3 desembre de 2013 | Senat (x legislatura)                 |                                    | PP                                 | Jutges i magistrats |
| José Antonio Ballestero Pascual          | Vocal (en funcions desde des. 2018) | 3 desembre de 2013 | Senat (x legislatura)                 |                                    | PP                                 | Jutges i magistrats |
| Vicente Guilarte Gutiérrez               | Vocal (en funcions desde des. 2018) | 3 desembre de 2013 | Senat (x legislatura)                 |                                    | PP                                 | Juristes            |
| María Pilar Sepúlveda García de la Torre | Vocal (en funcions desde des. 2018) | 3 desembre de 2013 | Senat (x legislatura)                 |                                    | PSOE                               | Juristes            |
| María Ángeles Carmona Vergara            | Vocal (en funcions desde des. 2018) | 3 desembre de 2013 | Senat (x legislatura)                 |                                    | PP                                 | Juristes            |
| José María Macías Castaño                | Vocal (en funcions desde des. 2018) | 26 gener de 2015   | Senat (x legislatura)                 |                                    | CiU                                | Juristes            |

President
Des del dia 10 de desembre de 2013, el president del Consell General del Poder Judicial és Carlos Lesmes Serrano.
Vocals
Des del dia 29 de novembre de 2013, el Consell General del Poder Judicial està compost pels següents vocals:
A proposta del Congrés dels Diputats
Jutges i magistrats
- Francisco Gerardo Martínez Tristán
- Carmen Llombart Pérez
- Juan Martínez Moya
- Rafael Fernández Valverde
- Rafael Mozo Muelas
- Clara Martínez de Careaga García

Juristes
- Enrique Lucas Murillo de la Cueva
- Nuria Díaz Abad
- María Concepción Sáez Rodríguez
- Álvaro Cuesta Martínez

A proposta del Senat
Jutges i Magistrats
- Roser Bach Fabregó
- María del Mar Cabrejas Guijarro
- María Victoria Cinto Lapuente
- Juan Manuel Fernández Martínez
- Fernando Grande-Marlaska Gómez
- Wenceslao Francisco Olea Godoy

Juristes
- Vicente Guilarte Gutiérrez
- María Ángeles Carmona Vergara
- María Pilar Sepúlveda García de la Torre
- María Mercé Pigem Palmés

### Històric de membres
President
Des del dia 21 de juliol de 2012 fins al 10 de desembre de 2013, el president del Consell General del Poder Judicial és Gonzalo Moliner Tamborero, el qual substituí l'anterior president Carlos Dívar Blanco després de la seua dimissió.
Vocals
Des del dia 23 de setembre de 2008, el Consell General del Poder Judicial està compost pels següents vocals:
- Fernando de Rosa Torner (vicepresident[26])
- Pío Aguirre Zamorano
- Félix Vicente Azón Vilas
- Ramon Camp i Batalla
- Miguel Julián Collado Nuño
- Antonio Dorado Picón
- Claro José Fernández-Carnicero González
- José Manuel Gómez Benítez
- Antonio Monserrat Quintana
- Margarita Robles Fernández
- Margarita Uría Etxebarría
- Manuel Almenar Belenguer
- Gabriela Bravo Sanestanislao
- Miguel Carmona Ruano
- Carles Cruz Moratones
- Concepción Espejel Jorquera
- Gemma Gallego Sánchez
- Almudena Lastra de Inés
- Inmaculada Montalbán Huertas
- Manuel Torres Vela